# Фанеромени (училище)
Училище „Фанеромени“ (на гръцки: Παρθεναγωγείο Φανερωμένης; на английски: Faneromeni School) е сред най-старите училища в Никозия и Кипър.
Намира се в сърцето на стария град в чертите на Венецианските стени, на едноименния площад срещу църквата „Фанеромени“. Училището изиграва решаваща роля за създаването на много други учебни заведения в цялата страна с цел борба с неграмотността.

## История
Училището е основано през 1857 година от архиепископ Макариос I, след много усилия от страна на Гръцката православна църква и особено на управлението на църквата Фанеромени. Създадено е като девическо, със 115 ученички и само една учителка. Единственият начин тя да може да успява да обучава всички тези деца е бил чрез използване на помощта на по-големите като учители-помощници за по-малките. От 1903 г. в училището започва обучение на преподавателки.
Сградата притежава преобладаващо гръцки неокласически архитектурни елементи, смесени с местни кипърски детайли и е проектирана от архитект Теодорос Фотиадис. Училището придобива сегашния си вид през 1924 година с финансовата подкрепа на църквата Фанеромени. Днес то е държавно и в него се обучават както момичета, така и момчета. В същата сграда има детска градина, основно училище до 6 клас и гимназия.

## Съвременност
След 1990 година в училището настъпват промени, тъй като в него постъпват много деца от чужди страни и постепенно то се превръща в мултикултурно. Предвидени са образователни програми за децата от руски, филипински, източноевропейски произход, за деца от Далечния изток и други региони. В училищния живот се налага богат репертоар от езици и това предизвиква прилагането на една различна, интеркултурна образователна политика. Допълнително са назначени учители, които да обучат чуждоезичните деца на гръцки език така, че те да могат бързо да се адаптират към новата за тях среда.
Разбирането на сериозността на ситуацията от Министерството на образованието води до създаването на пилотна образователна програма, според която училище Фанеромени се превръща в единственото експериментално учебно заведение в Никозия. Двуезични учители, главно с руски език, преподават гръцки език на начално ниво, което много улеснява децата, идващи от бившите републики на Съветския съюз. Притокът на имигранти от различни страни продължава и свързаните с това учебни програми са в процес на развитие и усъвършенстване.
За новата учебна 2014/2015 година са записани 10 първокласници, а общият брой на учениците от началното училище за същия учебен период е 76. В гимназиалния курс са записани нови 22 нови ученика и с това общият брой на учащите в гимназията става 52.

## Проекти
За функциите на сградата на училище Фанеромени се планира сериозна промяна. Тя е собственост на Кипърската православна църква, която води преговори с Кипърския университет за нея. При успех те ще доведат до превръщането на училището във филиал на университета и тук ще бъде настанен факултетът по архитектура. Учениците ще бъдат преместени в други училища в района и по данни на Министерството на образованието това няма да предизвика трудности, тъй като през последните няколко години числеността им постепенно намалява. Тази промяна се поддържа от общината, която очаква вече заетата училищна площ да се оживи.
Планира се преместването на факултета по архитектура в сградата на училището да стане след около 5 години, след като се изгради нова частна сграда на университета в близост до училището. Теренът за тази цел вече е закупен от епархията.